# Chivruaiïta
La chivruaiïta és un mineral de la classe dels silicats, que pertany al grup de la zorita. Rep el nom de la vall del riu Chivruai, a Rússia, la seva localitat tipus.

## Característiques
La chivruaiïta és un silicat de fórmula química Ca₄(Ti,Nb)₅(Si₆O17)₂(OH,O)₅·13-14H₂O. Va ser aprovada com a espècie vàlida per l'Associació Mineralògica Internacional l'any 2004. Cristal·litza en el sistema ortoròmbic. La seva duresa a l'escala de Mohs és 3.
Segons la classificació de Nickel-Strunz, la chivruaïta pertany a «09.DG - Inosilicats amb 3 cadenes senzilles i múltiples periòdiques» juntament amb els següents minerals: bustamita, ferrobustamita, pectolita, serandita, wol·lastonita, wol·lastonita-1A, cascandita, plombierita, clinotobermorita, riversideïta, tobermorita, foshagita, jennita, paraumbita, umbita, sørensenita, xonotlita, hil·lebrandita, zorita, haineaultita, epididimita, eudidimita, elpidita, fenaksita, litidionita, manaksita, tinaksita, tokkoïta, senkevichita, canasita, fluorcanasita, miserita, frankamenita, charoïta, yuksporita i eveslogita.
L'exemplar que va servir per a determinar l'espècie, el que es coneix com a material tipus, es troba conservat al Museu geològic i mineralògic de l'Institut Geològic de Kola de l'Acadèmia de Ciències de Rússia.

## Formació i jaciments
Va ser descoberta a la vall del riu Chivruai, al districte de Lovozero (óblast de Múrmansk, Rússia). També ha estat descrita al mont Eveslogtxorr, al massís de Khibini, també a l'óblast de Múrmansk. Aquests dos indrets són els únics de tot el planeta on ha estat descrita aquesta espècie mineral.